# Русия К
Россия К (наричана още Култура) е телевизионен канал в Русия, основан на 1 ноември 1997 година от Общоруската държавна телевизионна и радиопредавателна компания.

## Ръководство

### Генерални директори
- Татяна Паухова (1999 – 2009)
- Александър Пономарьов (2001 – 2005)[1][2]
- Сергей Шумаков (от 2009 година)[3]

### Главни редактори
- Михаил Швидкой (1997 – 1998)
- Татяна Паухова (1998 – 2009)[4]
- Сергей Шумаков (от 2009 година)[5][6]

## Логотип
- Втори логотип – ТВ канал „Култура“
 (от 1 януари 1998 до 14 септември 2001 година).
- Трети логотип – ТВ канал „Култура“
 (от 15 септември 2001 до 31 август 2002 година).
- Четвърти логотип – ТВ канал „Култура“
 (от 1 септември 2002 до 31 декември 2009 година).
- Пети логотип – ТВ канал „Русия-Култура“
 (от 1 януари 2010 година – настояще време).